# 14 Eskadra Wywiadowcza

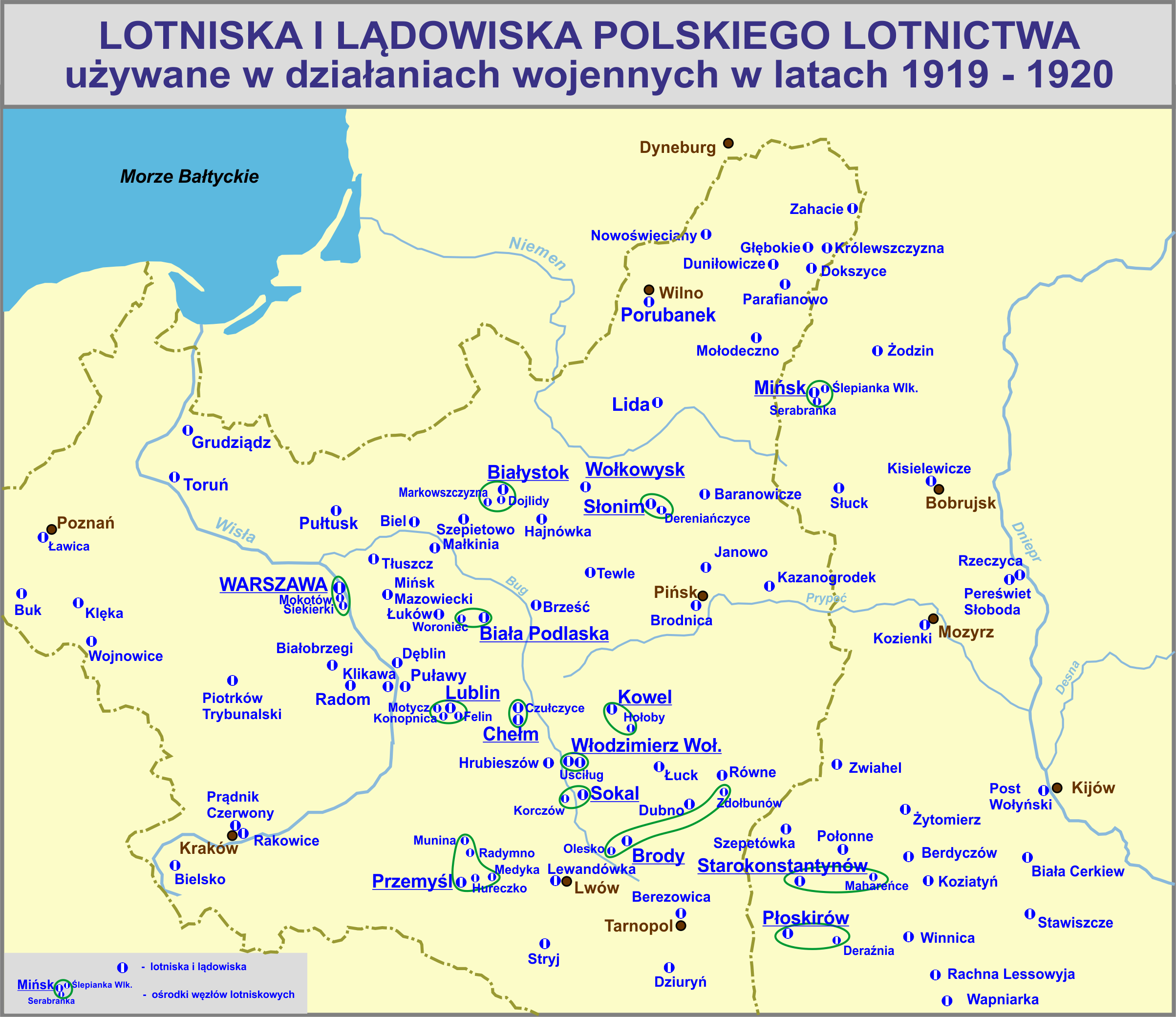

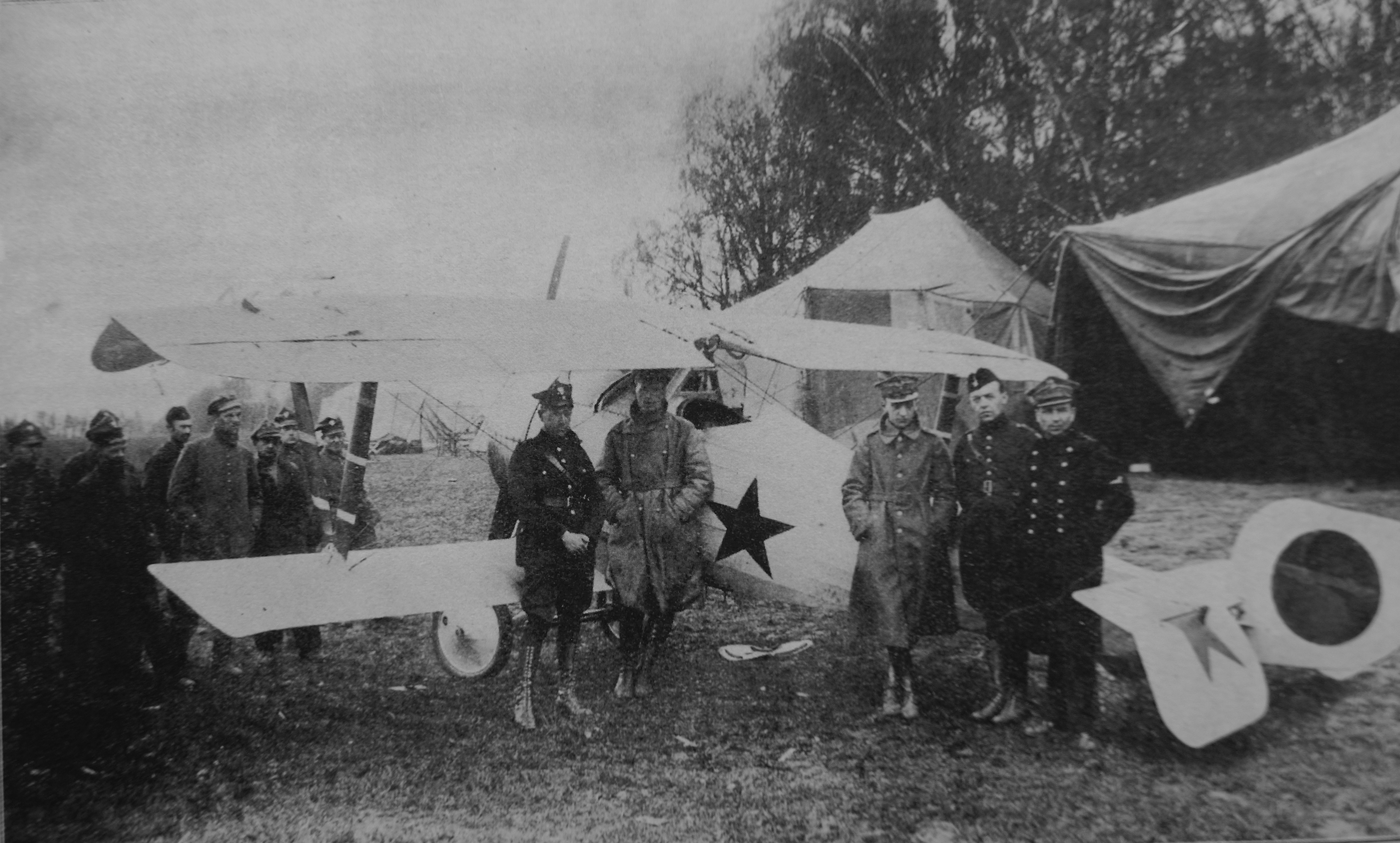
Przylot ppłk. Piotra Abakanowicza na lotnisko 14-ej eskadry w Żodzinie 1 maja 1920

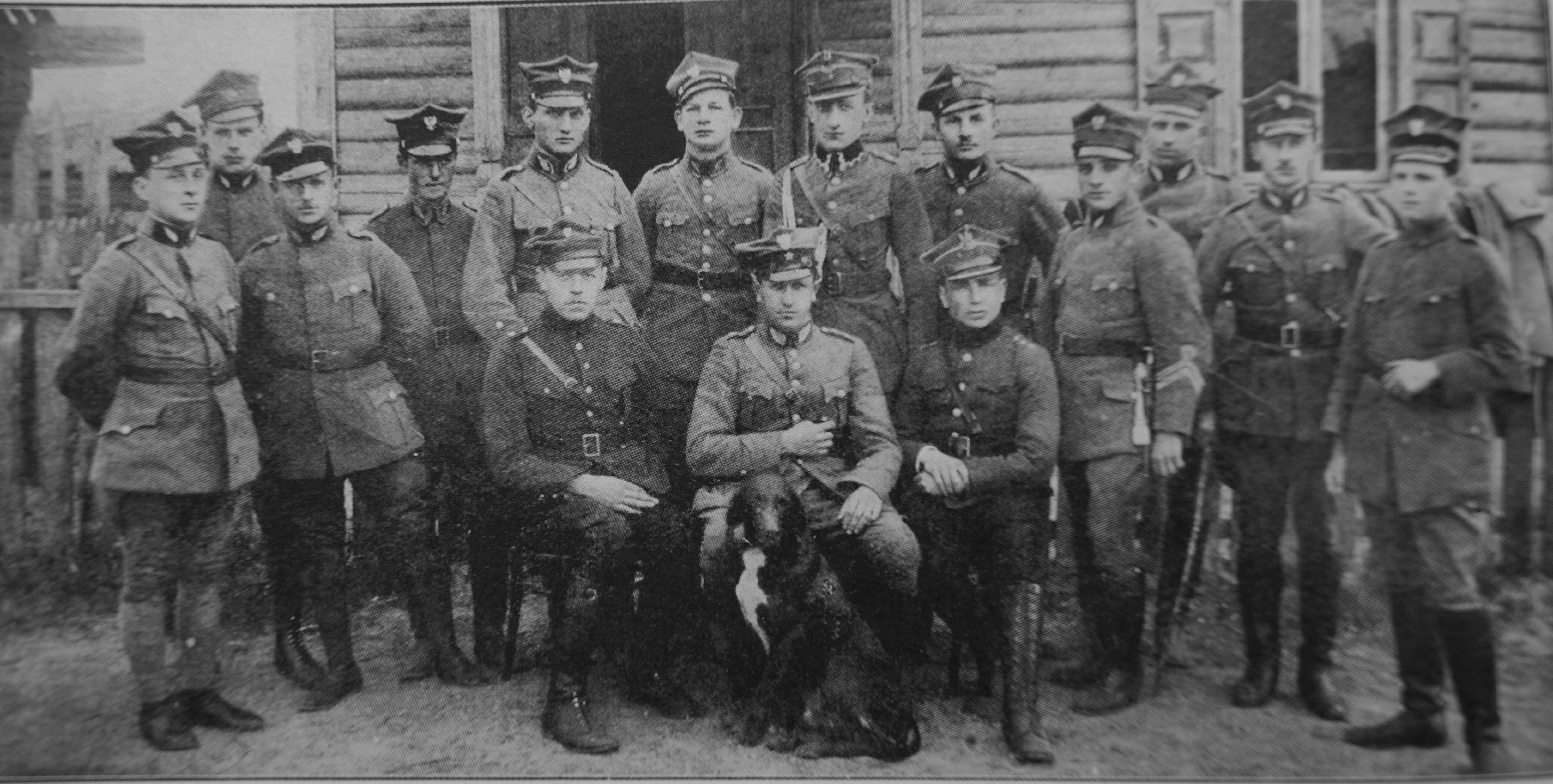
Personel latający 14-ej eskadry na lotnisku w Żodzinie na froncie Litewsko-Białoruskim

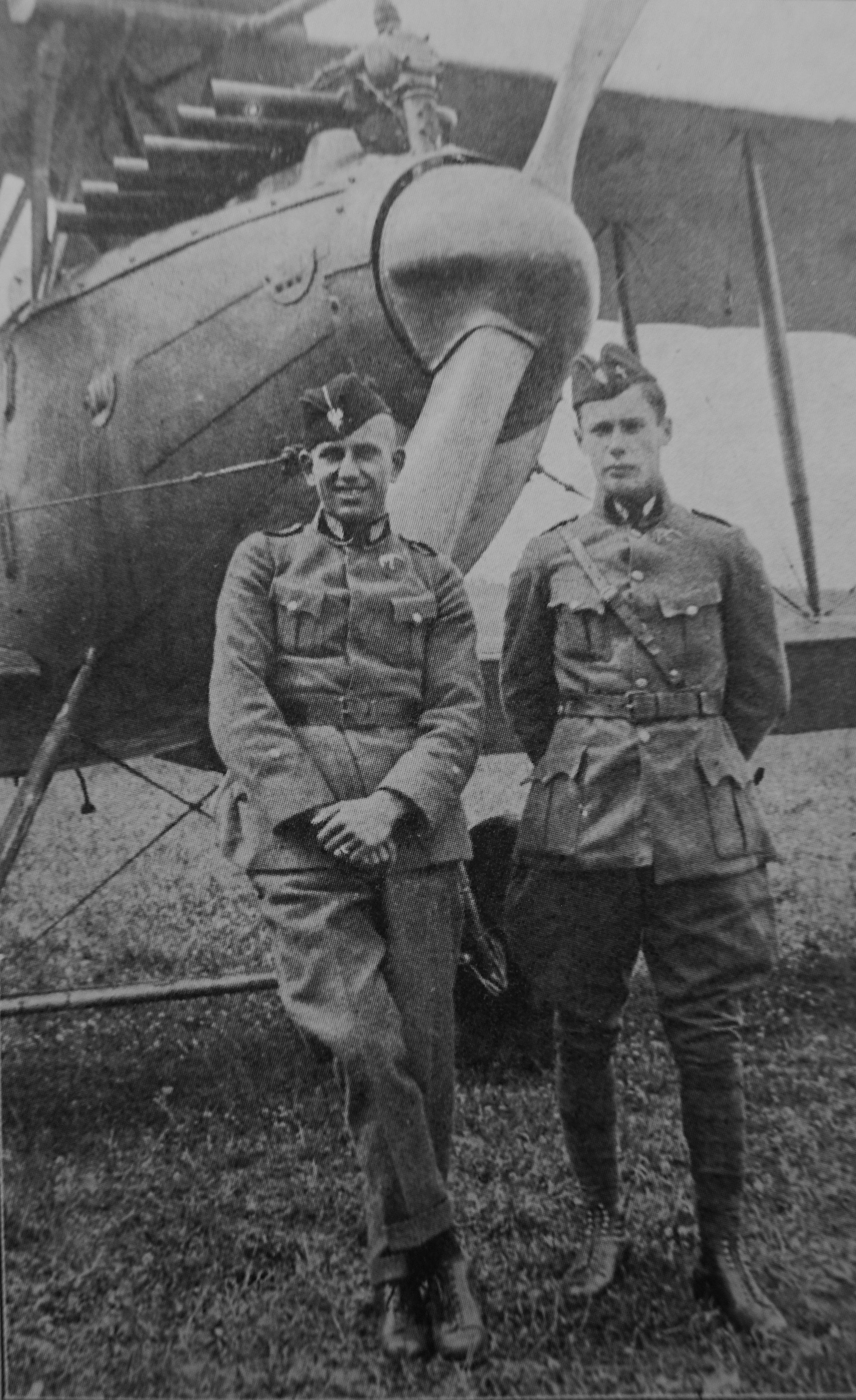
Sierż. pilot Czesław Łagoda i pchor. obs. Kazimierz Szczepański

14 eskadra wywiadowcza – pododdział lotnictwa rozpoznawczego Armii Wielkopolskiej i  Wojska Polskiego w II Rzeczypospolitej.
Eskadra sformowana została 6 marca 1919 w Poznaniu jako 3 Wielkopolska eskadra lotnicza polna. Wzięła udział w walkach o Wielkopolskę i w wojnie polsko-bolszewickiej. W 1920 przemianowana na 14 eskadrę wywiadowczą. Po wojnie weszła w skład 2 pułku lotniczego w Krakowie. W związku z reorganizacją lotnictwa, w 1925 przemianowana w 22 eskadrę lotniczą.

## Formowanie i walki

### 3 Wielkopolska eskadra lotnicza
6 marca 1919 rozpoczęto na Ławicy formowanie 3 Wielkopolskiej eskadry lotniczej. Jej organizatorem został rtm. pil. Tadeusz Grochowalski. Według etatu w skład eskadry wchodziło 6 pilotów, 4 obserwatorów, 2 strzelców pokładowych, 20 podoficerów i 115 szeregowych różnych specjalności. Sam proces formowania i wyposażenia eskadry w sprzęt przebiegał nieco wolniej niż w poprzednio organizowanych eskadrach. 
W czerwcu eskadrę, dowodzoną  przez ppłk. Marka Krzyczkowskiego, przeniesiono na lotnisko Góra pod Jarocinem i tam weszła ona w skład Frontu Wielkopolskiego. Jej głównym zadaniem było wykonywanie lotów rozpoznawczych. Prowadziła też akcję propagandową (ulotkową) w rejonie Górnego Śląska. W czasie powrotu z jednej z takich wypraw, w wyniku awarii silnika i przymusowego lądowania w Sycowie, do niewoli dostali się por. pil. Wiktor Lang i sierż. obs. Jan Kasprzak. Po kilku miesiącach lotnicy uciekli z obozu i wrócili do Poznania. W połowie czerwca 1919, dowodzona wtedy przez ppor. obs. Józefa Mańczaka, eskadra skierowana została na front wschodni, zastępując wycofaną wcześniej 1 Wielkopolską eskadrę lotniczą. Weszła tam w skład Grupy Wojsk Wielkopolskich gen. Daniela Konarzewskiego. Początkowo stacjonowała w Stryju, a następnie przebazowana została do Brzeżan. Stamtąd wykonywała loty rozpoznawcze i uderzenia na linie komunikacyjne na zapleczu frontu. W sierpniu, operując z lotniska Bereźnica, dokonała wielokrotnych rajdów bombowych na stację kolejową Trzebmielówka. 
19 sierpnia eskadra powróciła do Wielkopolski na odpoczynek, rozlokowując się na lotnisku w Buku.
W październiku ponownie wróciła na front wschodni. Działała w składzie Frontu Litewsko–Białoruskego, a stacjonowała na lotnisku Żołdzino. 
W okresie jesienno–zimowym piloci prowadzili dalekie rozpoznania, a także kierowali z powietrza ogniem artylerii 2 Dywizji Piechoty Legionów. W  tym czasie zginął sierż. pil. Emanuel Juraszek, ciężko ranny został sierż. obs. Marian Skórzyński, zaś załoga w składzie: sierż. pil. Ludwik Juraszek i por. obs. Paweł Krenz dostała się do niewoli.
Wykorzystując względny spokój na froncie, w okresie jesienno–zimowym eskadra prowadziła szkolenie personelu lotniczego i uzupełniała stany. Na dzień 1 lutego 1920 wchodziła w skład VII Grupy Lotniczej, posiadała 18 pilotów, 8 obserwatorów i 7 samolotów.

### 14 eskadra wywiadowcza
Wiosną 1920 3 Wielkopolską eskadrę lotniczą przemianowano na 14 eskadrę wywiadowczą. Eskadra rozpoczęła loty bombardierskie.
Z końcem marca, na Froncie Litewsko-Białoruskim stacjonował 1 dywizjon lotniczy w składzie 1., 4. i 8 eskadra wywiadowcza oraz wielkopolski dywizjon składający się z 12. i 14 eskadry wywiadowczej oraz 13 eskadry myśliwskiej. Jeszcze w kwietniu lotnictwo Frontu zostało wzmocnione przez 4 dywizjon lotniczy w składzie 11. i 18 eskadry wywiadowczej. W maju w rejon frontu przybyły 10 eskadra wywiadowcza i 19 eskadra myśliwska. Naczelne dowództwo przydzieliło 4 Armii pięć eskadr, 1 Armii – trzy eskadry, a do 7 Armii włączono tylko jedną eskadrę.
W kwietniu eskadra wchodziła w skład 7 dywizjonu lotniczego, dysponowała 10 samolotami, z czego jedynie 4 były sprawne. Taktycznie podporządkowana była 2 Dywizji Piechoty Legionów.
Rozpoczęte w kwietniu walki na froncie wymagały wytężonej działalności od załóg eskadry. W tym czasie doszło do pierwszych na tym odcinku frontu spotkań z lotnictwem przeciwnika. 
17 (14) kwietnia pięć maszyn eskadry w locie grupowym skierowało się nad zajęte przez bolszewików lotnisko Sławnoje. Tam nastąpiło starcie powietrzne eskadry z pięcioma wrogimi myśliwcami (dwoma). Stoczono kilkunastominutową walkę powietrzną. Załoga w składzie: ppor. pil. Kazimierz Ziembiński i kpr. obs. Michał Dzierzgowski ostrzelała jeden z atakujących myśliwców. Pilotował go as bolszewickiego lotnictwa myśliwskiego, Aleksiej Szyrinkin. Wszystkie polskie załogi powróciły szczęśliwie do bazy, mimo że samolot ppor. Kazimierza Ziembińskiego był dość mocno postrzelany.
Od tego zdarzenia 14 eskadra wywiadowcza na bombardowanie latała w asyście samolotów 19 eskadry myśliwskiej.
18 kwietnia załogi: ppor. Ziembiński i kpr. Michał Dzierzgowski, ppor. Jasiewicz i sierż.Józef Klicze, plut. Władysław Bartkowiak i plut. Kazimierz Szczepański oraz sierż. Czesław Łagoda i ppor. Koziełło  zaatakowały nieprzyjacielski pociąg pancerny na stacji Krupki. W wyniku nalotu pociąg został uszkodzony.
30 kwietnia załoga sierż. Czesław Łagoda i sierż. Józef Klicze stoczyła kolejną nierozstrzygniętą walkę z Nieuportem lotnictwa sowieckiego.
Na początku maja dowódca 4 Armii gen. Stanisław Szeptycki odwołał podporządkowanie taktyczne eskadr i podporządkował je bezpośrednio sobie. Wyznaczył też rejony działania eskadr. 14 eskadra wywiadowcza, wspólnie z 19 eskadrą operować miała w rejonie Borysowa.
W tym czasie działania lotnicze nabrały dużego rozmachu. 
Już 1 maja załoga: sierż.Czesław Łagoda i sierż. Józef Klicze w czasie lotu wywiadowczego w rejonie Prijamna została zaatakowana przez trzy Nieuporty nieprzyjaciela. Polakom udało się wyrwać spod ostrzału i powrócić na własne lotnisko, ale poważnie uszkodzoną maszynę trzeba było odesłać do remontu, do Poznania. Strata była tym boleśniejsza, że był to ostatni sprawny samolot eskadry. 
Tego samego dnia przeleciał do Żodzina jeden z pilotów grupy Szyrinkina, Polak – Piotr Abakanowicz, który korzystając z okazji, uciekł z „czerwonego” lotnictwa.
Przez kilka następnych dni eskadra była unieruchomiona.
5 maja do Żodzina przybyły pierwsze naprawione samoloty. Startując na nich, dokonano nalotu na stację w Prijamnie. 
Pod koniec pierwszej dekady maja eskadrze nadal brakowało samolotów. Z tego powodu dowódca eskadry zdecydował się na osobistą interwencję w Poznaniu.  Zezwolił też części żołnierzy na wykorzystanie urlopów, a także za zgodą przełożonych, częściową demobilizację.
(7) 8 maja załogi eskadry wykonały dwa loty bojowe. Podczas pierwszego z nich załoga plut. Władysław Bartkowiak i sierż. Kazimierz Szczepański stoczyła kolejną nierozstrzygniętą walkę z dwoma sowieckimi Nieuportami, a w drugim locie ppor. Kowiarski rozrzucił 100 kg odezw z wysokości 4000 metrów w odległości 5-15 km od stacji kolejowej Krupki. Polska załoga była silnie ostrzeliwana ogniem dział przeciwlotniczych, zauważyła też zwiększanie sił lotniczych W Pryjamino. Ulotki skierowane były do miejscowej ludności i sowieckich żołnierzy.
14 maja załoga w składzie: sierż. pil. Władysław Bartkowiak i pchor. obs. Józef Klicze w trakcie próby zestrzelenia balonu obserwacyjnego na uwięzi (dokonywania fotografii lotniska) została zestrzelona przez trzy myśliwce bolszewickie. Obaj lotnicy ponieśli śmierć i zostali z honorami wojskowymi pochowani przez sowieckich lotników. Sierż. pil. Władysława Bartkowiaka i ppor. Józefa Klicze pośmiertnie odznaczono Krzyżami Orderu Virtuti Militari.
Po tym zdarzeniu w eskadrze pozostało już tylko dwóch pilotów. 
17 maja prowadzono loty w rejonie Borysowa. Jedna z załóg podczas lotu wywiadowczego w rejonie rzek Mańczy i Bobru stwierdziła wyrąb lasu nad ich brzegami. Były to widoczne symptomy przygotowywania oddziałów Armii Czerwonej do ofensywy i planowania uderzenia na Borysów.
Do działań lotnictwa polskiego w rejonie przeprawy przez Berezynę doszło dopiero 20 maja, gdy oddziały sowieckie znajdowały się zaledwie 12 km od lotniska w Żodzinie. Samoloty 12 i 14 eskadry sfotografowały wówczas rejon przeprawy i rozpoznały kierunki marszu wojsk nieprzyjacielskich. 
Tego dnia 14 eskadra otrzymała dwa samoloty AEG C.4 z 8 eskadry. Jednak z powodu złego stanu technicznego ich silników, nie wykorzystała ich w walkach. 
23 maja, wobec bezpośredniego zagrożenia Żodzina, przeniesiono  eskadrę do Mińska. Następnego dnia przybył tam także etatowy dowódca 14 eskadry por. Józef Mańczak i przejął dowodzenie od kpt. Wacława Iwaszkiewicza. 
25 maja przybyli także nowi lotnicy. Byli to: sierż. Kujawa, kpr. Woźniak i kpr. Śliwa.
Ostatnie loty w rejonie Borysowa przeprowadzono 6 czerwca.
Czerwiec dla  eskadr 7 dywizjonu rtm. Antoniego Buckiewicza był okresem stosunkowo spokojnym. Na linii Berezyny walki ustały. W tym czasie 14 eskadra stacjonowała Żodzinie koło Borysowa.
Była przy tym znacznie osłabione walkami z lotnictwem dywizjonu Szyrinkina.
W końcu czerwca nastąpiło natarcie oddziałów sowieckich na linii Berezyny, a wobec przewagi przeciwnika, nastąpił odwrót wojsk polskich.
Szybkie postępy wojsk sowieckich zmusiły eskadry 7 dywizjonu do wycofania się z bezpośrednio zagrożonej strefy. Jako pierwsza, jeszcze w końcu czerwca, przeniosła się na lotnisko Serebrianka pod Mińskiem 14 eskadra, a stąd po kilku dniach została przesunięta do Baranowicz. 
W tym czasie posiadała jedynie dwa sprawne samoloty.
W dniach 3, 4, 6 i 9 lipca załogi: sierż. Marian Skorzyński i pchor. Kazimierz Szczepański oraz pchor. Wiktor Daniel i pchor. Mieczysław Serdecki wykonały ostatnie loty wywiadowcze. 
Ze względu na braki w wyposażeniu eskadry zdecydowano wycofać ją z frontu do Baranowicz a stamtąd koleją do Białegostoku. Ostatecznie 1 sierpnia eskadra wróciła do Poznania.
W ramach przygotowań do operacji znad Wieprza Naczelne Dowództwo Wojska Polskiego zarządziło koncentrację eskadr polskiego lotnictwa wojskowego w dwóch rejonach: lotnictwa 1. i 5 Armii – na lotniskach warszawskich (Mokotów i Siekierki), a lotnictwa 2., 3. i 4 Armii na lotniskach Radomia, Dęblina, Puław i Lublina
14 eskadra weszła w skład 3 Armii.
25 sierpnia zakończyły się działania pościgowe za rozbitymi oddziałami sowieckimi. Na kilka tygodni nastąpiła stabilizacja linii frontu, a jednostki Wojska Polskiego, w tym lotnicze, przeszły kolejną reorganizację. Wycofano, celem uzupełnienia, eskadry najbardziej wyczerpane intensywnymi walkami. Były to 2., 8. i 21 eskadra. Poza nimi na tyłach przebywały także inne eskadry. Były to: 3., 11., 14., 17. i 18. oraz (4.) eskadra toruńska.
Po uzupełnieniu sprzętu eskadra została ponownie wysłana na front, do walki z oddziałami Budionnego. Bazowała kolejno na lotniskach w Lublinie, Chełmie i Łucku.
W wyniku działań ofensywnych jednostek lądowych, a także wsparcia udzielonego im przez lotnictwo, już 10 września resztki 1 Armii Konnej wycofały się pod Uściługiem na prawy brzeg Bugu. W tym rejonie do działań włączyła się 14 eskadra wywiadowcza.
22 września załoga pchor. Muhlnikiel i por. Lucjan Kulikowski wykonała lot wywiadowczy na trasie Równe – Goszcza – Zwiahel, atakując przy okazji tabory nieprzyjaciela w Zwiahlu, a podczas lotu powrotnego zrzuciła meldunek dla sztabu 9 Brygady Jazdy w Równem. 
Tego samego dnia sierż. Stefan Niewitecki i pchor. Mieczysław Serdecki przeprowadzili lot wywiadowczy na korzyść sztabu 13 Dywizji Piechoty z 3 Armii. Na drodze Annopol – Ostróg załoga zaatakowała jeden z pułków jazdy Budionnego i choć w czasie wymiany ognia pilot został ranny, to jednak zdołał on doprowadzić maszynę na lotnisko. 
Na początku trzeciej dekady września eskadra przeniosła się na lotnisko w Łucku.
Tam doczekała rozejmu.
W czasie działań wojennych załogi eskadry wykonały 191 lotów bojowych, spędzając 353 godziny w powietrzu. Zginęło 3 lotników.

## Eskadra w okresie pokoju
W okresie pokojowej organizacji lotnictwa polskiego, 14 eskadra wywiadowcza przeniesiona została do Grudziądza. W styczniu 1921 została połączona z 21 eskadrą niszczycielską zachowując swoją dotychczasową nazwę.
W sierpniu tego roku weszła w skład II dywizjonu wywiadowczego 2 pułku lotniczego, a w październiku została przetransportowana koleją na lotnisko Rakowice. Personel zakwaterowano w koszarach im. Karola Chodkiewicza w Prądniku Czerwonym.
Zła sytuacja finansowa państwa i brak sprzętu uniemożliwiał pilotom eskadry realizowanie pełnego programu szkolenia. Wyjątkowo często zdarzały się wypadki lotnicze, głównie na samolotach Ansaldo.
Przybycie i udane pokazy włoskich pilotów na samolotach SVA i Ansaldo na lotnisku Rakowice nie usunęły braku zaufania do tych maszyn. 
Mimo dużych strat, podjęto pierwsze ćwiczenia z wojskami lądowymi garnizonu krakowskiego. Początkowo były to zadania dla pojedynczych załóg na współpracę z piechotą, kawalerią lub artylerią.
Od wiosną 1924 eskadry wywiadowcze realizowały jednolity program doskonalenia personelu latającego. Zakładał on ćwiczenia w rozpoznaniu, fotografowaniu lotniczym, łączności radiowej i strzelaniu z samolotu. Ponadto weszły na stałe do programu zajęć eskadr ćwiczenia łączności z piechotą i kawalerią oraz współpraca z artylerią. 
W połowie czerwca cztery załogi eskadry, uzupełnione personelem i sprzętem 8 eskadry wywiadowczej, odleciały na lotnisko polowe koło Nowego Targu. Tam ćwiczono elementy współdziałania z 12. i 20 pułkiem piechoty.
W lutym 1925, rozkazem Ministerstwa Spraw Wojskowych nr 2300/org., zapoczątkowano reorganizację lotnictwa wojskowego. Polegała ona między innymi na przeformowaniu eskadr wywiadowczych na „lotnicze” oraz zmianie ich numeracji. Pierwsza cyfra oznaczała numer pułku a następna – kolejność eskadry w pułku.
Rozkazem Szefostwa Departamentu Lotnictwa Ministerstwa Spraw Wojskowych z 27 maja 1925 14 eskadrę wywiadowczą przemianowano na 22 eskadrę lotniczą.

## Żołnierze eskadry
| Dowódcy eskadry                                       | Dowódcy eskadry                   | Dowódcy eskadry                           |
| Stopień                                               | Imię i nazwisko                   | Okres pełnienia służby                    |
| ----------------------------------------------------- | --------------------------------- | ----------------------------------------- |
| rtm. pil                                              | Tadeusz Grochowalski              | 6 III 1919 – VI 1919                      |
| ppłk pil.                                             | Marek Krzyczkowski                | VI 1919 – 25 VI 1919                      |
| ppor. obs.                                            | Józef Mańczak                     | 25 VI 1919 – 1924                         |
| kpt. pil.                                             | Christian Kretowicz               | 16 X 1924 – 1925                          |
| kpt. obs.                                             | Bolesław Kwiatkowski              | 20 IV 1925 – V 1925                       |
| Personel latający okresu wojny polsko – bolszewickiej |                                   |                                           |
| Obserwatorzy                                          | Obserwatorzy                      | Piloci                                    |
| por. obs. Paweł Krenz                                 | por. obs. Paweł Krenz             | rtm. pil Tadeusz Grochowalski             |
| ppor. obs. Henryk Liebek                              | ppor. obs. Henryk Liebek          | płk pil. Marek Krzyczkowski               |
| ppor. obs. Konstanty Koziełło                         | ppor. obs. Konstanty Koziełło     | kpt. pil. Wacław Iwaszkiewicz             |
| ppor. obs. Mieczysław Konarski                        | ppor. obs. Mieczysław Konarski    | por. pil. Józef Hendricks                 |
| ppor. obs. Henryk Liebek                              | ppor. obs. Henryk Liebek          | por. pil. Wiktor Lang                     |
| ppor. obs. Lucjan Kulikowski                          | ppor. obs. Lucjan Kulikowski      | ppor. pil. Kazimierz Ziembiński           |
| pchor. pil. Michał Dzierzgowski                       | pchor. pil. Michał Dzierzgowski   | ppor. pil. Józef Mańczak                  |
| pchor. obs. Mieczysław Serdecki                       | pchor. obs. Mieczysław Serdecki   | ppor. pil. Stefan Berezowski              |
| pchor. obs. Wiktor Daniel                             | pchor. obs. Wiktor Daniel         | ppor. pil. Tomasz Tworek                  |
| pchor. obs. Kazimierz Szczepański                     | pchor. obs. Kazimierz Szczepański | sierż. pil. Emanuel Juraszek (?)          |
| pchor. obs. Jan Kundegórski                           | pchor. obs. Jan Kundegórski       | sierż. pil. Ludwik Juraszek (?)           |
| pchor. obs. Józef Klicze                              | pchor. obs. Józef Klicze          | sierż. / pchor. pil. Władysław Bartkowiak |
| sierż. obs. Marian Skorzyński                         | sierż. obs. Marian Skorzyński     | sierż. pil. Stefan Niewitecki             |
| sierż. obs. Stanisław Gogulski                        | sierż. obs. Stanisław Gogulski    | sierż. pil. Stanisław Wrembel             |
| sierż. obs. Kazimierz Giełda                          | sierż. obs. Kazimierz Giełda      | sierż. pil. Leon Grynia                   |
| sierż. obs. Kazimierz Malinowski                      | sierż. obs. Kazimierz Malinowski  | sierż. pil. Czesław Łagoda                |
| sierż. obs. Wiktor Czyż                               | sierż. obs. Wiktor Czyż           | pchor. pil. Wiktor Daniel                 |
| sierż. obs. Jan Kasprzak                              | sierż. obs. Jan Kasprzak          | pchor. pil. Adam Bińkowski                |

## Wypadki lotnicze
- 6 lutego 1920 wykonując zadanie bojowe zginął sierż. pil. Emanuel Juraszek, a ciężko ranny został sierż. obs. Marian Skórzyński[5].
- 14 maja 1920 podczas walki powietrznej z sowieckimi myśliwcami polegli sierż. pil. Władysław Bartkowiak oraz obserwator pchor. Józef Klicze[14].
- 4 czerwca 1921 w wypadku lotniczym na samolocie SVA zginął por. obs. Mieczysław Danecki, a pilot zdołał się uratować[14].
- 21 grudnia 1921 oblatując samolot SVA zginęli sierż. pil. Antoni Krok oraz mechanik st. szer. Aleksander Maciejewski[14].
- 20 czerwca 1922 o godz. 5.45 na lotnisku Rakowice w Krakowie zginęli śmiercią lotnika plutonowy pilot Czesław Wojtczak, lat 22, i plutonowy strzelec pokładowy Józef Skowera, lat 26. W locie próbnym na samolocie Ansaldo SVA pilot na wysokości 100 m wykonał „ślizg na skrzydło” w następstwie, którego płatowiec wpadł w korkociąg i runął na ziemię[33][14].
- 12 maja 1923 zginęli plut. pil. Franciszek Stankov i por. obs. Tadeusz Dąbrowski w samolocie SVA, w którym oderwały się skrzydła[14].
- 20 lipca 1923 zginęli por. pil. Henryk Strzałkowski i kpt. obs. Stefan Esztel, którzy zostali wysłani do Wytwórni Samolotów Plage i Laśkiewicz w Lublinie po odbiór samolotu Ansaldo 300[14].
- 3 sierpnia 1923 na skutek poparzenia w wypadku lotniczym zmarł por. pil. obs. Józef Sieczkowski[14].
- 1 listopada 1923 podczas lotu treningowego ponieśli śmierć por. pil. Jan Kuroś oraz por. obs. Marian Łukomski[26][34].

## Samoloty eskadry

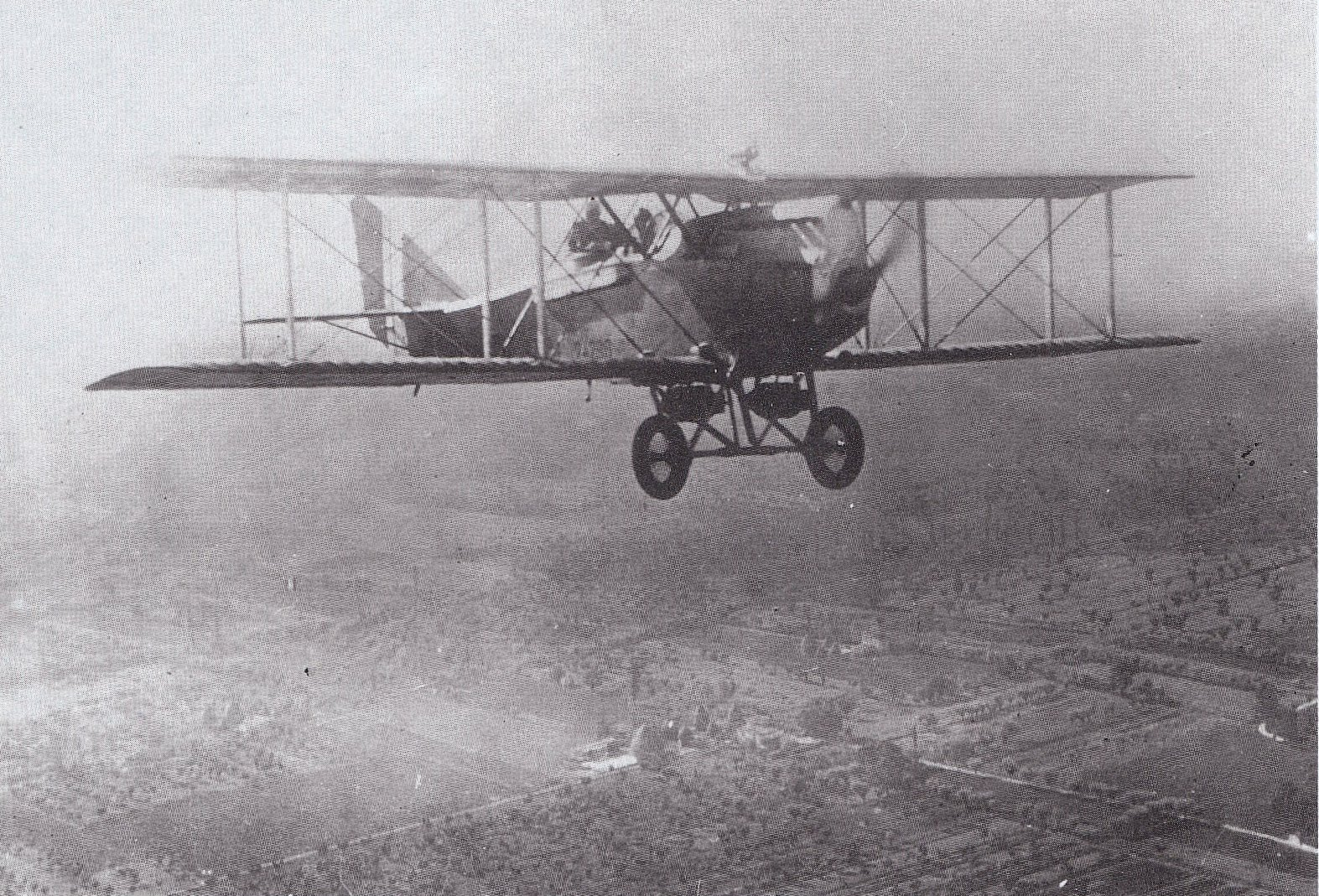
Ansaldo A.300
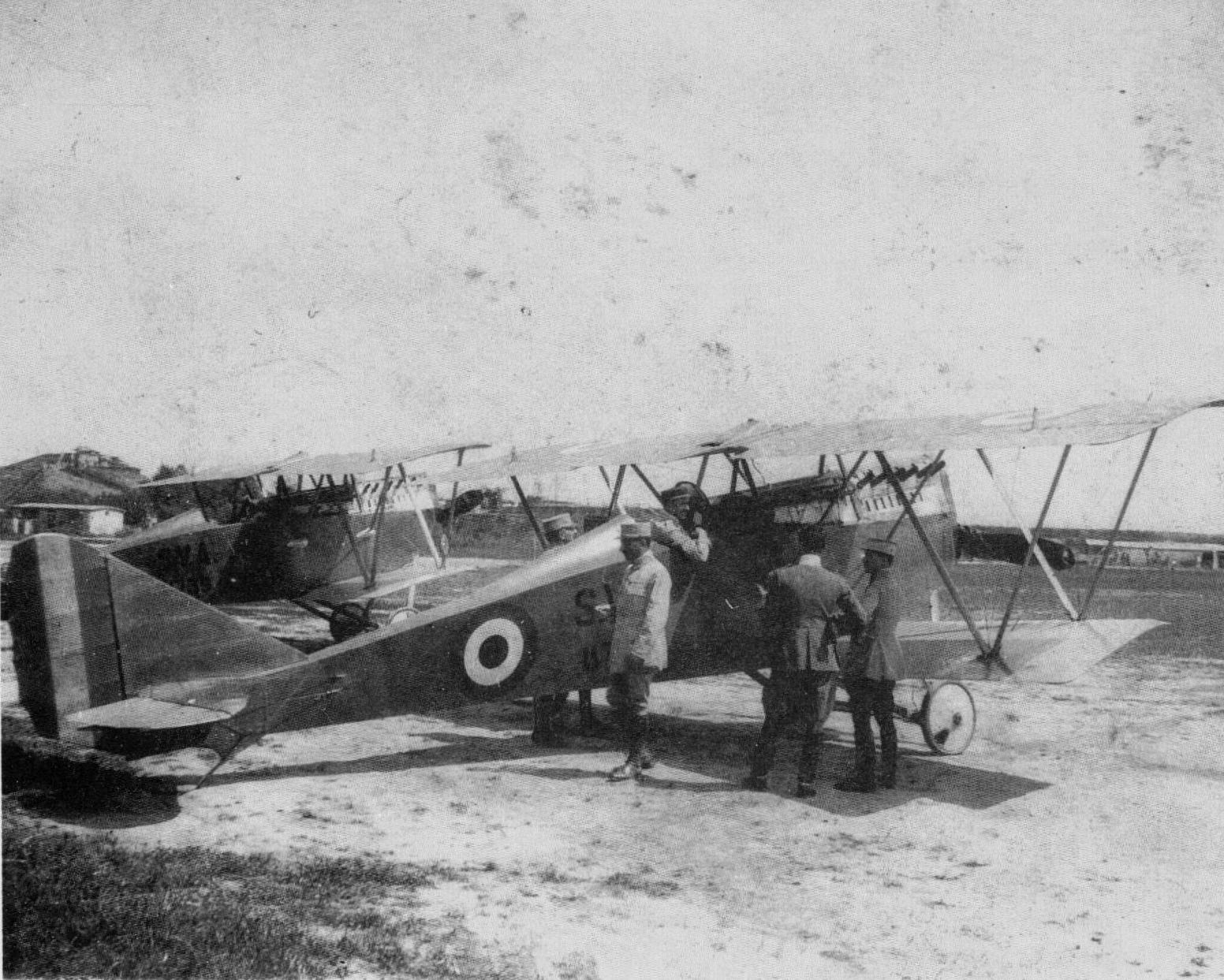
Ansaldo SVA.5